# 無盡的愛 (1981年電影)
《無盡的愛》（英語：Endless Love）是1981年美國愛情片，由Franco Zeffirelli執導，波姬·小丝與馬丁·休伊特主演。湯姆·克魯斯首次出鏡出演，擔任配角。
影片改編自Scott Spencer 1977年同名小說，劇本由Judith Rascoe撰寫。Jonathan Tunick譜寫配樂。
影評認為電影不及小說，未表現出痴愛的危險。儘管電影反響不佳，但黛安娜·羅絲與萊諾·李奇演唱的同名主題曲Endless Love大獲成功。蟬聯告示牌百大單曲榜榜首9週，並獲奧斯卡金像獎與金球獎之「最佳原創歌曲」提名，以及五項格林美獎提名。